# Rohrdorf (Argovie)
Pour les articles homonymes, voir Rohrdorf.

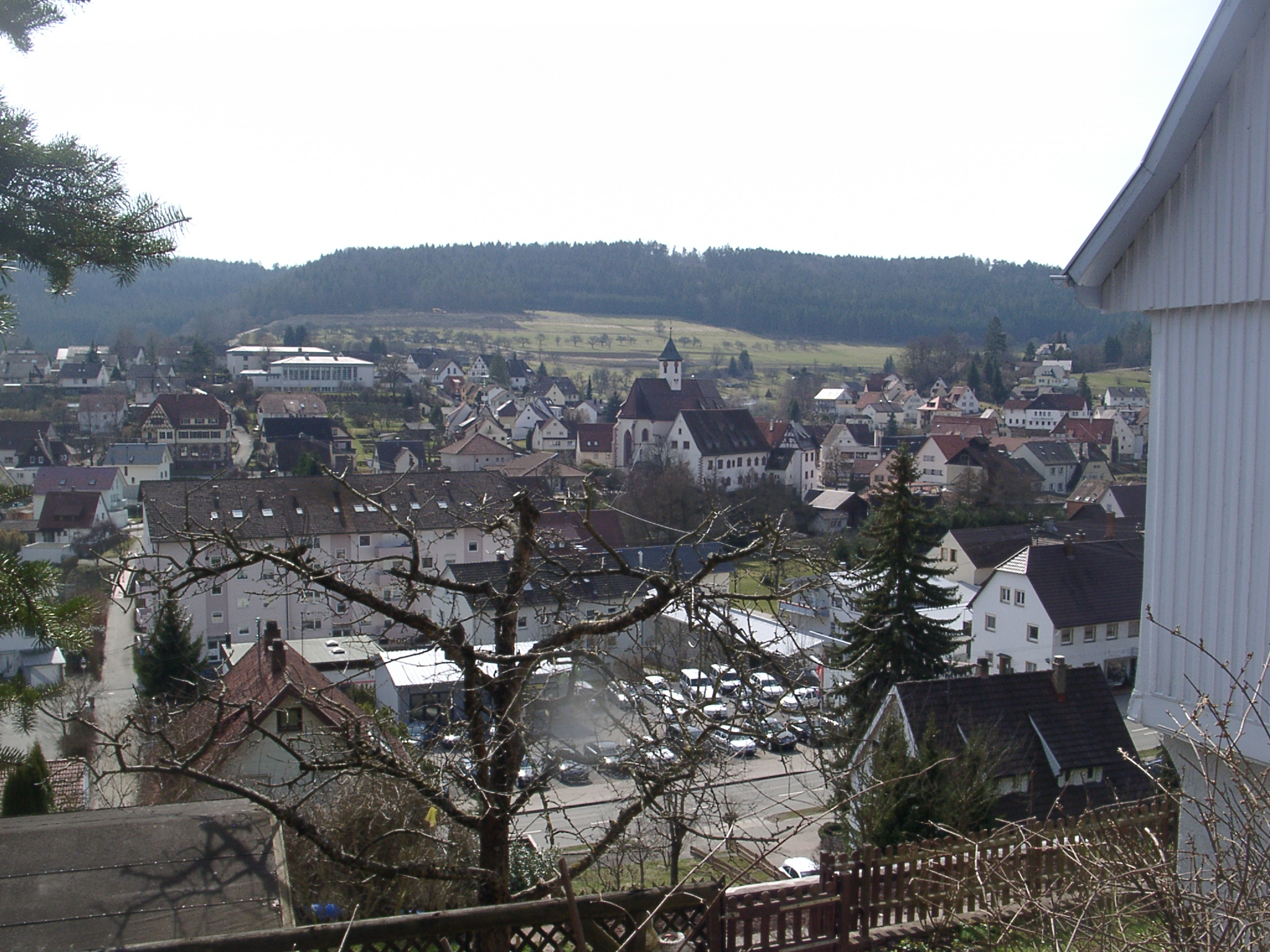
Rohrdorf schwarzwald 1

Rohrdorf est une ancienne commune suisse du canton d'Argovie. 

## Histoire
Formée en 1803 lors de la création du canton, la commune est divisée, en 1854, entre les communes de Niederrohrdorf, Oberrohrdorf et Remetschwil.

## Source
- Patrick Zehnder, « Rohrdorf » dans le Dictionnaire historique de la Suisse en ligne, version du 19 mai 2010.